# Aderbal Ramos da Silva
Aderbal Ramos da Silva, né le 18 janvier 1911 à Florianópolis et décédé le 13 février 1985 à Florianópolis, est un homme politique brésilien, gouverneur de l'État de Santa Catarina de 1947 à 1951. 
Il est le neveu de Vidal Ramos, également gouverneur de l'État au début du XXe siècle.